# Santuario dei Santi Fermo e Lorenzo
Il santuario dei Santi Fermo e Lorenzo è un edificio di culto cattolico di San Fermo della Battaglia, in provincia di Como. Il santuario costituisce una chiesa filiare della parrocchiale di Santa Maria in Nullate, ed è annoverato nell'elenco dei Santuari e templi votivi della Diocesi di Como.

## Storia

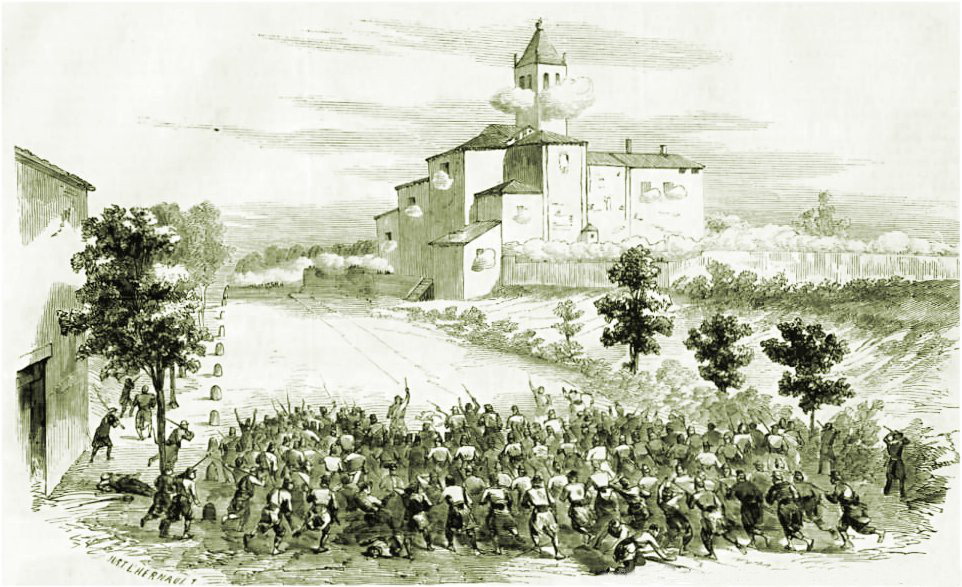
Il Santuario durante la battaglia di San Fermo

La chiesa dei Santi Fermo e Lorenzo, oggi santuario, fu eretta nel 1592 sul luogo di un preesistente oratorio medievale risalente all'anno 755; l'oratorio era dedicato al solo San Lorenzo ed era alle dipendenze del monastero annesso alla chiesa di San Giuliano in Como. 
I lavori di ampliamento della chiesetta originaria iniziarono nel 1565. Nel XVII secolo si procedette a rialzare i muri della nuova chiesa, a gettare la volta e a dotare la struttura di una pianta a croce latina, nonché a erigere il peristilio esterno e il campanile. 
Durante la battaglia di San Fermo, il campanile del santuario fu utilizzato come torre di appostamento da parte delle truppe austriache. 
Tra il 1977 e il 1981, il santuario fu oggetto di una campagna di restauri.

## Descrizione
Internamente, le pareti della chiesa conservano tracce di affreschi risalenti al Seicento, tra cui si menzionano un San Pietro Martire (sotto la cantoria) e una delle più antiche raffigurazioni di San Carlo Borromeo.. 
Una parete del presbiterio conserva inoltre un dipinto del 1583, opera del pittore comasco Cesare Carpano.  
Nel presbiterio trova posto un altare maggiore in stile classicheggiante, terminante con un frontone triangolare sorretto da due colonne  sul quale si trovano due angeli che mostrano la Santa Croce. Al centro dell'altare maggiore, una statua rappresentante San Fermo.